# Sorpa
Sorpa is een bestuurslaag in het regentschap Bangkalan van de provincie Oost-Java, Indonesië. Sorpa telt 1301 inwoners (volkstelling 2010).